# Рефлекс Штрюмпеля
Рефлекс Штрюмпеля (патологический стопный разгибательный рефлекс) — патологический рефлекс, проявляющийся в разгибании I пальца стопы при противодействии врача (путём надавливания на надколенник), сознательной попытке больного согнуть ногу в коленном и тазобедренном суставах. Назван в честь немецкого невролога Адольфа фон Штрюмпеля, описавшего данный рефлекс в 1899 году.

## Патофизиология
Является проявлением поражения системы центрального двигательного нейрона, которая включает двигательные нейроны прецентральной извилины коры головного мозга, а также их аксоны, составляющие кортикоспинальный путь (лат. tractus corticospinalis), идущие к двигательным нейронам передних рогов спинного мозга. Волокна кортикоспинального пути проводят тормозные импульсы, которые препятствуют возникновению онтогенетически более старых сегментарных спинальных рефлексов. При поражении системы центрального двигательного нейрона поступление тормозных импульсов к двигательным нейронам спинного мозга прекращается, что, в частности, проявляется возникновением патологического рефлекса Штрюмпеля.

## Рефлекторная дуга и значение
Рефлекторная дуга и значение рефлекса Штрюмпеля схожи с таковыми рефлекса Бабинского.
В раннем детском возрасте физиологичен и не является проявлением патологии центральной нервной системы.
Классификация
Наследственное заболевание с преимущественным поражением мышечной системы
Наследственное заболевание с преимущественным поражением экстрапирамидной системы
Наследственное заболевание с преимущественным поражением пирамидной системы
Наследственное заболевание с преимущественным поражением мозга и мозжечка
Из множества болезней, поражающих экстрапирамидную систему, у детей наиболее часто встречается болезнь Вильсона — Коновалова. Этим заболеванием, которое также называют медным токсикозом с хроническим течением, в мире страдает очень много детей. Они рождаются вполне здоровыми, нормально развиваются и до 5 лет ничем не отличаются от сверстников. Болезнь проявляется в возрасте от 6 до 50 лет. Манифестирует в юношеском возрасте эпизодом гепатита, который часто принимают за вирусный.
Заболевание наследуется по аутосомно-рецессивному типу. Возникает при дефиците церулоплазмина (участвующего в переносе меди к медьсодержащим ферментам), в результате чего увеличивается содержание меди в печени. Сниженные уровни церулоплазмина отмечаются при болезни Вильсона — Коновалова.
Это обусловлено нарушением вследствие мутации гена в первом случае процесса «нагрузки» апоцерулоплазмина медью, во втором — захвата меди в кишечнике.
Хромосомные мутации — структурные изменения, перестройки одной или нескольких хромосом. 
1. Транслокация — перемещение отдельных участков хромосом в другую хромосому.
2. Дупликация — повторение одного и того же участка.
Показано, что ген церулоплазмина человека подвергается альтернативному сплайсингу. Альтернативный сплайсинг — вариант сплайсинга матричной РНК, при котором в ходе экспрессии гена на основе одного и того же первичного транскрипта (пре-мРНК) происходит образование нескольких зрелых мРНК.
Экспрессия генов — это процесс, в ходе которого наследственная информация от гена (последовательности нуклеотидов ДНК) преобразуется в функциональный продукт — РНК или белок. Некоторые этапы экспрессии генов, такие как транскрипция, трансляция, сплайсинг,  могут регулироваться.
Болезнь проявляется циррозом, печёночной недостаточностью, портальной гипертензией. при этом медь откладывается в различных органах и тканях, преимущественно в головном мозге и роговице.

        В зависимости от преобладания тех или иных симптомокомплексов выделяются 5 основных форм болезни Вильсона — Коновалова.
1. Брюшная — проявляется лишь симптомами поражения печени, без неврологических расстройств.
2. Ригидно-аритмо-гиперкинетическая — характеризуется неритмичными гиперкинезами (гиперкинез — очень серьёзное заболевание, которое проявляется в виде самопроизвольных тиков, движений и конвульсий определённых групп мышц проксимальных отделов либо нарушением постурального тонуса.
3. Дрожательно-ригидная — с нарастанием дрожания конечностей.
4. Дрожательная — массивный тремор головы, туловища и конечностей, позднее присоединяется мышечная ригидность.
5. Экстрапирамидно-корковая — проявляется сочетанием экстрапирамидных и пирамидных расстройств.

Диагноз ставится соответственно клинической картине и по концентрации церулоплазмина в сыворотке крови (норма — 1,65—2,30 ммоль/л).
Лечение. В случае своевременной  постановки диагноза болезни Вильсона — Коновалова назначают дезинтоксикационную медегонную терапию.
Болезни с преимущественным поражением пирамидных путей.
Наиболее часто детским неврологам приходится сталкиваться с болезнью Штрюмпеля.
Характеризуется прогрессирующим развитием спастического паралича нижних конечностей. Заболевание проявляется в раннем возрасте в виде слабости в ногах, которые затрудняют ходьбу.
При неврологическом осмотре отмечается повышение коленных и ахилловых рефлексов, патологические стопные рефлексы Бабинского.
Больные жалуются на утомляемость ног, скованность в них, иногда возникающие после интенсивной физической нагрузки, при длительной ходьбе. Во всех случаях ведущим симптомом является спастичность мышц.
Болезнь проявляется вследствие дегенерации пирамидных путей в боковых и передних столбах  спинного мозга.
Заболевание редкое; мальчики поражаются чаще, чем девочки. В настоящее время описаны аутосомно-доминантный и аутосомно-рецессивный типы наследования.
Патогенез заболевания неясен. Природа дегенерации пирамидных путей неизвестна.
Существует много атипичных форм, что объясняется модифицирующим влиянием генома, факторов внешней среды.
При постановке диагноза в основном ориентируются на семейный анамнез.
Лечение. Назначают препараты, понижающие мышечный тонус.